# Melanoneura bilineata
Melanoneura bilineata är en trollsländeart som beskrevs av Fraser 1922. Melanoneura bilineata ingår i släktet Melanoneura och familjen Protoneuridae. IUCN kategoriserar arten globalt som nära hotad. Inga underarter finns listade i Catalogue of Life.